# Северный Бенкулу
Северный Бенкулу (индон. Bengkulu Utara) — округ в составе провинции Бенкулу. Административный центр — город Арга-Макмур.

## География
Площадь округа — 4324,6 км². На севере граничит с округом Муко-Муко, а также с территорией провинции Джамби, на востоке — с округами Лебонг и Реджанг-Лебонг, на юге — с округом Центральный Бенкулу, на западе омывается водами Индийского океана.

## Население
Согласно данным переписи 2010 года, на территории округа проживало 257 675 человек.

## Административное деление
Территория округа Северный Бенкулу административно подразделяется на 17 районов (kecamatan):
| - Айр-Беси - Айр-Напал - Айр-Паданг - Арга-Макмур - Батик-Нау - Энгано - Гири-Муля - Верхний Палик | - Керкап - Кетахун - Лайс - Напал-Путих - Паданг-Джая - Путри-Хиджау - Танджунг-Агунг-Палик - Улок-Купай - Армаджая |